# اشف
اشف رودی است به رود ماین می‌ریزد. این رود از کشور آلمان می‌گذرد.